# Alpine Race
Alpine Race — ежегодные соревнования в дисциплинах ски-альпинизм, снегоступинг, скайраннинг, проводящиеся недалеко от г.Алматы, Казахстан.

## Особенности соревнований

### Цели и задачи
- Пропаганда здорового образа жизни и привлечение населения к активным видам отдыха.
- Презентация новых видов спорта: ски-альпинизм, снегоступинг и скайраннинг.
- Выявление сильнейших спортсменов в указанных дисциплинах[1].

### Дисциплины
Соревнования проводятся по 3 дисциплинам:
- ски-альпинизм — сочетание подъёма в гору на лыжах и фрирайда (спуска на лыжах вне подготовленных трасс);
- снегоступинг — преодоление дистанции на снегоступах.
- скайраннинг — высотный бег (бег в горной местности);

По ски-альпинизму и снегоступингу проводится личное первенство, по скайраннингу — командное первенство. Допускается участие команд, состоящих из 1 женщины и 2 мужчин. Для всех участников предусмотрен обязательный список специального снаряжения и экипировки.
Старт всех дисциплин происходит на высоте 2200 м н.у.м.; финиш — на Большом Талгарском перевале (3200 м н.у.м.).
Возрастные категории участников:
- ски-альпинизм — 18+;
- снегоступинг — 18+;
- скайраннинг — эстафета (без деления по возрастам).

### Место проведения
Alpine race проводится на хребте Заилийский Алатау, на территории Иле-Алатауского национального парка, в урочище Шымбулак (в пределах одноимённого горно-лыжного курорта).

## Призёры и результаты
| Год, соревнования                        | Победитель среди женщин         | Время (ч:м:с) | Победитель среди мужчин    | Время (ч:м:с) |
| ---------------------------------------- | ------------------------------- | ------------- | -------------------------- | ------------- |
| Alpine Race 2018 Stage 1                 | Juliya Polyakova (Казахстан)    | 01:16:55      | Nikolay Shorokhov (Россия) | 00:46:23      |
| Alpine Race Series — Stage 2 — Team Race | Yekaterina Pikalova (Казахстан) | 01:58:11      | Nikolay Shorokhov (Россия) | 01:00:04      |
| Apline Race 2019                         | Leontyeva Kseniya (Казахстан)   | 01:38:41      | Vlassov Denis (Казахстан)  | 01:10:06      |
| Apline Race 2021                         | Kolmakova Alexandra (Казахстан) | 01:31:39      | Vlassov Denis (Казахстан)  | 01:18:55      |

| Год, соревнования                        | Победитель среди женщин     | Время (ч:м:с) | Победитель среди мужчин          | Время (ч:м:с) |
| ---------------------------------------- | --------------------------- | ------------- | -------------------------------- | ------------- |
| Alpine Race 2018 Stage 1                 | Milana Abitayeva            | 01:11:14      | Parkhatzhan Srapilov (Казахстан) | 00:55:18      |
| Alpine Race Series — Stage 2 — Team Race | Tatyana Solovyeva           | 01:22:15      | Niyaz Janzakov (Казахстан)       | 00:54:06      |
| Apline Race 2019                         | Sofrygina Anna (Казахстан)  | 01:12:18      | Parkhatzhan Srapilov (Казахстан) | 00:56:08      |
| Apline Race 2021                         | Akbayeva Madina (Казахстан) | 01:14:18      | Ramazanov Kairat (Казахстан)     | 00:52:58      |

| Год, соревнования        | Победитель среди женщин       | Время (ч:м:с) | Победитель среди мужчин        | Время (ч:м:с) |
| ------------------------ | ----------------------------- | ------------- | ------------------------------ | ------------- |
| Alpine Race 2018 Stage 1 | Anna Ogloblina (Киргизия)     | 00:54:57      | Daulet Rakhimbayev (Казахстан) | 00:43:38      |
| Apline Race 2021         | Shatnaya Katerina (Казахстан) | 00:56:42      | Daulet Rakhimbayev (Казахстан) | 00:45:37      |

| Год, соревнования                        | Команда     | Время (ч:м:с) |
| ---------------------------------------- | ----------- | ------------- |
| Alpine Race Series — Stage 2 — Team Race | Runmagedon  | 01:00:35      |
| Apline Race 2019 - Relay                 | AAT Команда | 01:06:42      |
| Apline Race 2021 - Relay (ММ)            | Dream Team  | 00:46:40      |
| Apline Race 2021 - Relay (МЖ)            | Неудержимые | 00:51:16      |
| Apline Race 2021 - Relay (ЖЖ)            | Команда JA  | 01:05:33      |

## История
2018 год
Была проведена серия из 2 соревнований: Alpine Race Series — Stage 1 — Shymbulak и Alpine Race Series — Stage 2 — Team Race.
Alpine Race Series — Stage 1 — Shymbulak

Дата проведения: 07 января.

Количество участников: 220.

Ссылка на мероприятие в Facebook: Alpine Race Series — Stage 1 — Shymbulak
Alpine Race Series — Stage 2 — Team Race

Дата проведения: 11 марта.

Количество участников: 102.

Ссылка на мероприятие в Facebook: Alpine Race Series — Stage 2 — Team Race
Соорганизаторами обоих стартов выступили сообщество Off-Piste и известный альпинист Максут Жумаев.
Для всех участников Alpine Race Series — Stage 1 — Shymbulak в возрасте от 50 лет и старше было предусмотрено бесплатное участие.
В рамках подготовки к Alpine Race Series — Stage 1 — Shymbulak был организован открытый мастер-класс по основам и технике скитура.
На первом старте соревнования по дисциплине скайраннинг проводились в личном первенстве. Начиная со второго старта к соревнованиям по скайраннигу допускаются только команды. Однако в честь Международного женского дня незадолго до старта Alpine Race Series — Stage 2 — Team Race было решено допустить до участия бегунов одиночек без участия в церемонии награждения.

2019 год
Alpine Race 2019

Дата проведения: 03 февраля.

Количество участников: .

Ссылка на мероприятие в Facebook: Alpine Race 2019

2021 год
Дата проведения: 27 февраля 
Количество участников: 500 
Дисциплина
1) Личное первенство в категории «СКИ-АЛЬПИНИЗМ» (с 18 лет);
2) Личное первенство в категории «СНЕГОСТУПИНГ» (с 18 лет);
3) Личное первенство в категории «СКАЙРАННИНГ ЛАЙТ» (с 15 лет);
4) Личное первенство в категории «СКАЙРАННИНГ» (с 18 лет);
5) Эстафета для 2 человек «СКАЙРАННИНГ ЭСТАФЕТА» (с 15 лет);
6) Личное первенство в категории «СКАЙ КИДС» (с 7 до 14 лет);

## Организаторы
Организатором соревнований является общественное объединение «Экстремальная Атлетика».
ОО «Экстремальная Атлетика» также известно популярными беговыми стартами из серии Home Credit Tengri Series. Помимо Alpine Race проводятся:
- Алматинский новогодний марафон;
- Алматинский горный полумарафон;
- Tengri Ultra — забег по пресечённой местности;
- Tun Run — ночной забег по пересечённой местности;
- Race Nation — забег с препятствиями;
- Irbis Race — горный ультрамарафон высокой сложности в Заилийском Алатау;
- Kosmos Uphill — забег и велозаезд по самой высокогорной дороге в Казахстане;
- Kazakhstan Adventure Race — мультиспортивная гонка;
- Alatau Trail Fest — двухдневный беговой фестиваль.